# عبده موسى
عبده موسى مغني أردني ويعد أحد رواد الأغنية الأردنية في ستينات وسبعينات القرن العشرين، ولد في مدينة إربد عام 1927، وتوفي شاباً عام 1977 م. اكتشفه رئيس الوزراء هزاع المجالي. وقد كان من أبرع من عزف على آلة الربابة. غنّى مع هيام يونس وشكل معها ثنائياً بارزاً، وكان قد درّب الفنان السوري دريد لحام على أداء أغنية يا عنيد يا يابا في مسلسل صح النوم بجزئه الثاني الذي صور في الأردن.
كان يفضل التلحين على الغناء، فقدّم العديد من الألحان لفنانين مثل غادة محمود وسميرة توفيق وسهام الصفدي ودلال الشمالي وسلوى العاص وسعاد توفيق وسماهر وكروان ونازك وغيرهم. لعبده موسى العديد من الأغاني المسجلة تلفزيونيا في التلفزيون الأردني والتلفزيون العربي السوري.

## حياته
ولد عبده موسى في إربد عام 1927 وعاش يتيم الأب منذ طفولته، تنقل كثيرا في مناطق عديدة من الريف والبادية، ومارس موهبته الغنائية التي تفتحت منذ الصغر، اكتشفها رئيس الوزراء الراحل هزاع المجالي عندما سمعه يعزف على آلة الربابة، وطرب كثيرا من ذلك العزف، ما جعله يوصي بالتحاق عبده موسى بالإذاعة الأردنية، وحصل ذلك في العام 1958، ليشارك في العديد من البرامج، ومنها «مضافة أبو محمود» الذي يعد من أشهر البرامج في تلك الفترة.
في عام 1962 قام رئيس الوزراء الأردني وصفي التل بتعيّن أستاذا له يعلمه القراءة والكتابة، وساهم هذا في تعلمه الكثير من الأشياء فيما بعد.

## حياته الفنية
بدأ بأداء الأغنيات الشعبية والوطنية، لاقت أغانيه نجاحات كبيرة، وكانت المرحلة المهمة في حياته كانت من خلال الغناء الثنائي، حيث شارك في أداء العديد من الأغنيات التي ما تزال تذاع حتى اليوم، فقد غنى مع المطربة هيام يونس «سافر يا حبيبي وارجع»، «يا طير يا طاير»، و«جدّلي يا أم الجدايل»، وقد شكّل معها ثنائيا بارزا، كما غنى مع غادة محمود وسهام الصفدي وسهام شماس وسلوى. وكان قد درب الفنان السوري دريد لحام على أداء أغنية «يا عنيد يا يابا» في مسلسل «صح النوم» بجزئه الثاني الذي صور في الأردن.
في العام 1967، التحق بفرقة الفنون الشعبية الأردنية، حيث أحيا العديد من الحفلات في تونس والبحرين وسورية ولبنان ولندن وبرلين وتركيا ورومانيا وإيطاليا وغيرها.
إبداعه في العزف على الربابة كان فطريا، وقدّم فيها أجمل الألحان المتنوعة من الاغاني الشعبية والوطنية والبدوية والاغاني الفلكلورية.
ورغم أنه لم يتعلم الموسيقى، إلا أنه قدم العديد من الألحان الموسيقية للعديد من المطربين، وكان يفضل التلحين على الغناء، فقدم ألحانا لفنانين مثل غادة محمود وسميرة توفيق وسهام الصفدي ودلال الشمالي وسلوى العاص وسعاد توفيق وسماهر وكروان ونازك وغيرهم.
نجاحه الأكبر كان بدخوله الفن من أوسع أبوابه، عندما غنى في قاعة البرت هول في لندن بصحبة الفنان عبد الحليم حافظ والذي قام بتقديمه للجمهور وأطلق عليه لقب «مطرب الصحراء العربية» 

## جوائز وتكريم
نال العديد من الجوائز والأوسمة تقديرا لعطائه، من أهمها أحسن مطرب وعازف على آلة الربابة في مهرجان تونس العام 1971 وجائزة الدولة التقديرية للعام 1996.

## أغانيه
| - جديلي يام الجدايل مع هيام يونس - سافر يا حبيبي وارجع مع هيام يونس - لاطلع ع راس الجبل مع هيام يونس - ردي شاليشك يا دادا مع سهام الصفدي - مرين وما معهن حدا مع مشيرة إسماعيل - نزلن على البستان يا عنيد يا يابا مع غادة محمود - يا طير يلي طار مع هيام يونس - غزلان العين مع غادة محمود وسهام الصفدي | - هي يام الشامة مع سهام الصفدي - يا مدقدق بن عمي - بي ولا بيك - سلامة - الثار - يا عبده جيب الرباب - حط القهوة على النار - حبيت العب |

## في الأعمال الفنية
عمل عبده موسى موظفاً في الإذاعة الأردنية منذ العام 1959 وحتى وفاته 1977، اشترك في برنامج إذاعي اسمه (مضافة أبو محمود) وذلك لمدة خمس سنوات تقريباً بشكل يومي.
واشترك كذلك في التمثيل والغناء في فيلم أردني قديم من إخراج جلال طعمة مع الفنان محمود أبوغريب وكان اسم الفيلم (غريب من الجزائر) وذلك في بداية الستينات من القرن الماضي.
أما في التلفزيون فقد اشترك مع دريد لحام في مسلسله الشهير (صح النوم) حيث غنى على ربابته أغنية (يا عنيد يا يابا) ثم غناها دريد لحام بأسلوبه وبإذن خاص من عبده موسى. واشتهرت هذه الأغنية بشكل كبير في الوطن العربي.

## وفاته
توفي في العشرين من حزيران (يونيو) عام 1977.